# Kirchhoffs lagar
Kirchhoffs lagar är inom strömkretsläran två lagar som kompletterar Ohms lag och som gör det möjligt att ställa upp ekvationsystem för att beräkna strömmarna och spänningarna i en elektrisk krets.
Lagarna är uppkallade efter den tyske fysikern Gustav Kirchhoff. Den första lagen är Kirchhoffs strömlag som beskriver hur strömmar förgrenar sig i en krets. Den andra, Kirchhoffs spänningslag, beskriver hur spänningar fördelas i en krets. 
Kirchhoffs strålningslag handlar om värmestrålning.

## Kirchhoffs strömlag

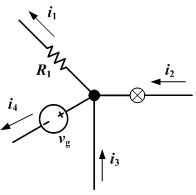
En nod

Första lagen, Kirchhoffs strömlag (också kallad KCL från engelskans Kirchhoff's current law), gäller för strömmar i ett elektriskt nät:
Summan av alla elektriska strömmar som flyter till en nod är lika med summan av alla strömmar som flyter från noden,
eller
{\displaystyle i_{1}+i_{2}+...+i_{n}=0\,}
där {\displaystyle i_{k}} betecknar en nodström.
Inkommande ström har positivt tecken och utgående ström negativt.
Lagen är baserad på laddningens bevarande, varigenom laddningen (mätt i coulomb) är produkten av strömmen (i ampere) och tiden (i sekunder).
Om den numeriska lösningen ger negativa värden för vissa strömmar, innebär detta att de korrekta strömriktningarna är motsatta de antagna riktningarna för dessa strömmar.

## Kirchhoffs spänningslag

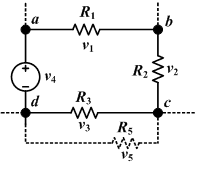
En sluten krets

Andra lagen, Kirchhoffs spänningslag (också kallad KVL från engelskans Kirchhoff's voltage law), gäller för spänningar i ett elektriskt nät:
Summan av samtliga konstanter som ingår i en sluten krets är lika med summan av potentialfallen, eller
{\displaystyle u_{1}+u_{2}+...+u_{n}=0\,}
där {\displaystyle u_{k}} betecknar en potentialändring.
Denna lag bygger på bevarandet av energi, varvid spänningen definieras som energi per enhetsladdning. Den totala mängden energi som vunnits per enhetsladdning skall motsvara den mängd energi som förlorats per enhetsladdning då energi och laddning båda skall vara bevarade.
Vid tillämpning av spänningslagen tilldelas varje nätgren en spänning med godtycklig polaritet, såvida denna inte är känd. Om lösningen ger en negativ spänning innebär detta att den verkliga polariteten är motsatt den antagna polariteten.

## Begränsningar
Kirchhoffs strömlag och spänningslag förutsätter båda en kretsmodell där egenskaperna resistans, kapacitans, induktans är koncentrerade till idealiserande elektriska komponenter; att resistorer, kondensatorer, induktorer etcetera är förenade till ett nätverk av perfekt ledande trådar. Om denna modell inte uppfylls, kan lagarna inte tillämpas.
Strömlagen är i sin vanliga form beroende av antagandet att strömmen endast flyter i ledare och att när ström flyter in i en ände av en ledare flödar den genast ut i andra änden. Detta är inte ett säkert antagande för högfrekventa växelströmskretsar, där ovannämnda elementmodell inte längre är tillämplig. Det är ofta möjligt att förbättra tillämpningen av strömlagen genom att anta förekomsten av "parasitkapacitanser" fördelade längs ledarna. Betydande avvikelser från strömlagen kan uppstå vid en så låg frekvens som 50 Hz.
Med andra ord är strömlagen giltigt endast om den totala elektriska laddningen Q förblir konstant i området som studeras. I praktiken är detta fallet när lagen appliceras på en geometrisk punkt. Det är dock möjligt att laddningsdensiteten inom den studerade regionen kan förändras. Eftersom laddningen är bevarad, kan detta endast ske genom ett flöde av laddningar över regionens gräns. Detta flöde är en nettoström i strid mot strömlagen.
Kirchhoffs spänningslag är baserad på antagandet att det inte finns något varierande magnetfält inom den slutna slingan. Detta är inte ett säkert antagande för högfrekventa växelströmskretsar. I närvaro av ett föränderligt magnetfält är det elektriska fältet inte ett konservativt vektorfält. Därför kan det elektriska fältet inte kan vara gradienten till en potential, det vill säga, linjeintegralen av det elektriska fältet runt slingan är inte noll, vilket direkt motsäger spänningslagen.
Det är ofta möjligt att förbättra tillämpningen av spänningslagen genom att anta att "parasitiska induktanser" (inklusive ömsesidiga induktanser) är fördelade längs ledarna. Dessa behandlas som imaginära kretselement som ger spänningsfall som motsvarar det ”störande” magnetiska flödets förändringshastighet.

## Exempel
Antag en elektrisk krets bestående av två spänningskällor och tre resistorer.
Enligt första lagen är
{\displaystyle i_{1}-i_{2}-i_{3}=0\,}
Andra lagen tillämpad på den slutna kretsen s1 ger
{\displaystyle -R_{2}i_{2}+\epsilon _{1}-R_{1}i_{1}=0\,}
Andra lagen tillämpad på den slutna kretsen s2 ger
{\displaystyle -R_{3}i_{3}-\epsilon _{2}-\epsilon _{1}+R_{2}i_{2}=0\,}
Vi får således ett linjärt ekvationssystem i {\displaystyle i_{1},i_{2},i_{3}\,}:
{\displaystyle {\begin{cases}i_{1}-i_{2}-i_{3}&=0\\-R_{2}i_{2}+\epsilon _{1}-R_{1}i_{1}&=0\\-R_{3}i_{3}-\epsilon _{2}-\epsilon _{1}+R_{2}i_{2}&=0\\\end{cases}}}
Med
{\displaystyle R_{1}=100,\,R_{2}=200,\,R_{3}=300\,{\text{(ohm)}};\,\epsilon _{1}=3,\,\epsilon _{2}=4\,{\text{(volt)}}}
blir lösningen
{\displaystyle {\begin{cases}i_{1}={\frac {1}{1100}}\\i_{2}={\frac {4}{275}}\\i_{3}=-{\frac {3}{220}}\\\end{cases}}}
{\displaystyle i_{3}\,} har negativt tecken vilket innebär att {\displaystyle i_{3}\,}:s riktning är motsatt den som bilden visar.